# Almsloh
Almsloh ist eine Bauerschaft in der Gemeinde Ganderkesee im niedersächsischen Landkreis Oldenburg.

## Geografie und Verkehrsanbindung
Das 325 Hektar große Eschdorf liegt etwa 2,5 km nordöstlich von Ganderkesee auf der Delmenhorster Geest. Durch den Ort verläuft die Kreisstraße K 228, südlich in geringer Entfernung die A 28. Über die Buslinie 245 gibt es eine Verbindung nach Ganderkesee.
Die Welse fließt südlich am Ort vorbei in Richtung Delmenhorst.
Zwischen 1863 und 1914 gab es in Almsloh eine mit Pferd betriebene Ölmühle zur Herstellung von Rapsöl. Daran erinnert heute ein 1992 in der Ortsmitte errichtetes Denkmal.

## Persönlichkeiten
Hinrich Hackfeld (1816–1887), Kapitän und Kaufmann, wuchs in Almsloh auf